# أكبر تجمعات حضرية يهودية من حيث عدد السكان
أكبر تجمعات حضرية يهودية في العالم تتواجد في غوش دان-متروبوليتان تل أبيب في إسرائيل ومدينة نيويورك في الولايات المتحدة. تحوي مدينة نيويورك على ثاني أكبر تجمع حضري يهودي في العالم مع 1.97 مليون (2012)، حوالي النصف منهم يتمركز في بروكلين.
| مرتبة | مدينة                       | صورة | تعداد السكان اليهود | الدولة           |
| ----- | --------------------------- | ---- | ------------------- | ---------------- |
| 1     | غوش دان-متروبوليتان تل أبيب |      | 2,979,900           | إسرائيل          |
| 2     | نيويورك                     |      | 1,977,850           | الولايات المتحدة |
| 3     | القدس                       |      | 705,000             | إسرائيل          |
| 4     | لوس أنجلوس                  |      | 684,950             | الولايات المتحدة |
| 5     | حيفا                        |      | 290,306             | إسرائيل          |
| 6     | ميامي                       |      | 485,850             | الولايات المتحدة |
| 7     | بئر السبع                   |      | 367,600             | إسرائيل          |
| 8     | سان فرانسيسكو               |      | 345٬700             | الولايات المتحدة |
| 9     | باريس                       |      | 284٬000             | فرنسا            |
| 10    | شيكاغو                      |      | 270٬500             | الولايات المتحدة |